# يوسف بن إسحاق
يوسف بن إسحاق (1328هـ - 1390هـ، 1910م - 1970م). زعيم ملايوي، أصبح أول رئيس دولة وطني لسنغافورة عام 1959م. احتل منصب أول رئيس لسنغافورة بعد استقلالها، في الفترة من 1965م - 1970م.
ولد يوسف بن إسحاق في مدينة بيراق التي تُعد الآن جزءًا من ماليزيا، وتلقى تعليمه في معهد رافيل، حيث كان عالمًا فلكيًا. وقد كان صحافيًا مرموقًا وساعد على إنشاء جريدة الرسول الملايوية، التي أصبحت صوتًا للقومية الملايوية في الثلاثينيات. وقد تقلد منصب مستشار جامعة سنغافورة في الفترة من 1965م - 1970م.